# Heringia intermedia
Heringia intermedia är en tvåvingeart som först beskrevs av Charles Howard Curran 1921.  Heringia intermedia ingår i släktet gallblomflugor, och familjen blomflugor. Inga underarter finns listade i Catalogue of Life.